# Seleção Estoniana de Rugby Union
A Seleção Estoniana de Rugby Union é a equipe que representa a Estônia em competições internacionais de Rugby Union. 

## Ligações Externas
- http://rugbydata.com/estonia